# Edge of Insanity
Edge of Insanity es el álbum debut del guitarrista de rock instrumental Tony MacAlpine, publicado en 1986 a través de Shrapnel Records.

## Recepción
Andy Hinds de AllMusic otorgó a Edge of Insanity' únicamente dos estrellas y media de cinco posibles y lo describió como "una brusca copia del modelo de Yngwie", aunque después alabó los "impresionantes punteos" y su "excitante forma de tocar guitarra y teclados". Posteriormente, remarcó que "su segundo disco, Maximum Security, es mucho mejor"
En un artículo de 2009 de la revista Guitar World, Edge of Insanity aparece en la cuarta posición de su lista de los diez mejores discos de shred. Comentaron: "El álbum pùblicado a través de la discográfica Shrapnel Records de Mike Varney, Edge of Insanity muestra los shreds de  Tony MacAlpine en las seis cuerdas ("Quarter to Midnight"), pero también en  el teclado ("Chopin, Prelude 16, Opus 28")".

## Lista de canciones
Toda la música compuesta por Tony MacAlpine, except where noted. 
| N.º | Título                                          | Duración |  |
| 1.  | «Wheel of Fortune»                              | 3:43     |  |
| 2.  | «The Stranger»                                  | 3:59     |  |
| 3.  | «Quarter to Midnight (Live Solo)»               | 2:24     |  |
| 4.  | «Agrionia»                                      | 4:31     |  |
| 5.  | «Empire in the Sky»                             | 5:54     |  |
| 6.  | «The Witch and the Priest»                      | 3:33     |  |
| 7.  | «The Taker»                                     | 3:22     |  |
| 8.  | «Chopin, Prelude 16, Opus 28» (Frédéric Chopin) | 1:20     |  |
| 9.  | «Edge of Insanity»                              | 4:18     |  |
| 10. | «The Raven»                                     | 4:13     |  |
| 11. | «No Place in Time»                              | 4:00     |  |

| Pista adicional de la versión japonesa |                                  |          |  |
| N.º                                    | Título                           | Duración |  |
| 12.                                    | «Birds of Prey (Billy's Boogie)» | 3:45     |  |

## Créditos
- Tony MacAlpine – guitarra, teclados, bajo (pista 8)
- Mike Mani – teclados. programación
- Steve Smith – batería
- Billy Sheehan – bajo (excepto pista 8)
- Steve Fontano – ingeniero de sonido
- George Horn – masterización
- Mike Varney – productor discográfico